# SC Cambuur
SC Cambuur (Nederlandsk udtale: [ɛsˈseː ˈkɑmbyːr]) er en hollandsk fodboldklub fra byen Leeuwarden. Den blev dannet den 19. juni 1964, og spiller i Eerste divisie, den næstbedste række i hollandsk fodbold, efter at være rykket ud af Æresdivision i 2016. Klubben spiller på Cambuur Stadion, hvor der er plads til 10.000 tilskuere. De spiller normalt i gule trøjer og blå short. Klubbens emblem er den frisiske adelsfamilie Huset Camminghas våbenskjold.

## Titler
Eerste Divisie
- Vindere: 1991–92, 2012–13, 2019-20
- Andenplads: 1996–97, 1997–98, 2009–10

Tweede Divisie
- Vindere: 1956–57, 1964–65

## Spillere
Oversigten er opdateret til og med 5. februar 2024| Nr. | Land    | Position | Spiller                            |
| --- | ------- | -------- | ---------------------------------- |
| 1   | Holland | MM       | Yanick van Osch                    |
| 2   | Holland | FO       | Gabi Caschili                      |
| 3   | Holland | FO       | Floris Smand                       |
| 4   | Holland | FO       | Léon Bergsma                       |
| 5   | Holland | FO       | Thomas Poll (Lånt fra Almere City) |
| 6   | Holland | MI       | Jeremy van Mullem                  |
| 7   | Holland | AN       | Remco Balk                         |
| 8   | Holland | MI       | Daniël van Kaam                    |
| 9   | Letland | AN       | Roberts Uldriķis (anfører)         |
| 10  | Holland | MI       | Fedde de Jong                      |
| 14  | Holland | MI       | Michael Breij                      |

| Nr. | Land    | Position | Spiller                                    |
| --- | ------- | -------- | ------------------------------------------ |
| 15  | Holland | FO       | Marco Tol                                  |
| 16  | Holland | MM       | Daan Reiziger                              |
| 17  | Holland | FO       | Vito Wormgoor                              |
| 18  | USA     | AN       | Agustin Anello (Lånt fra Sparta Rotterdam) |
| 19  | Holland | AN       | Milan Smit                                 |
| 20  | Holland | MI       | Vincent Pichel                             |
| 21  | Holland | FO       | Milan de Koe                               |
| 22  | Haiti   | FO       | Jhondly van der Meer                       |
| 23  | Holland | MM       | Brett Minnema                              |
| 25  | Norge   | FO       | Sturla Ottesen                             |
| 27  | Guinea  | FO       | Sekou Sylla                                |